# Lacrosse (musikgrupp)
Lacrosse är ett indiepopband från Stockholm, Sverige. Bandets första skiva This New Year Will Be for You and Me släpptes i november 2007 på Tapete records. Det utsågs då till veckans bästa album av det brittiska skivbolaget Rough Trade. Efter skivsläppet åkte bandet på flera Europaturnéer.
Det andra albumet "Bandages for the heart" släpptes i maj 2009 och producerades av Jari Haapalainen som bland annat producerat The Concretes, Ed Harcourt, Moneybrother, Camera Obscura.
Bandets tredje album "Are You Thinking of Me Every Minute of Every Day?" släpptes i januari 2014 och producerades av Henrik Svensson. 
Några av bandets låtar kan också höras i Daniel Espinosas film Utanför kärleken.

## Medlemmar
- Nina Wähä - sång
- Kristian Dahl - sång och gitarr
- Henrik Johansson - gitarr och kör
- August Zachrisson - keyboards och kör
- Robert Arlinder - bas och kör
- Tobias Dahlström (tidigare Henriksson) - trummor och kör

## Tidigare medlemmar
- Rickard Sjöberg - keyboards, glockenspiel och kör